# Champagné-les-Marais
Champagné-les-Marais é uma comuna francesa na região administrativa da Pays de la Loire, no departamento de Vendéia. Estende-se por uma área de 49,82 km². Em 2010 a comuna tinha 1 798 habitantes (densidade: 36,1 hab./km²).